# Nahr-e Tolayeb
Nahr-e Tolayeb (em persa: نهرطليب, também romanizada como Nahr-e Tolayeb e Nahr-e Ţalayeb) é uma aldeia do distrito rural de Nasar, no condado de Abadan, na província de Khuzistão, Irã.
Segundo o censo de 2006, sua população era de 230 habitantes, em 43 famílias.